# 100046 Worms
100046 Worms este o planetă minoră (asteroid) din centura de asteroizi. A fost descoperită pe 2 octombrie 1991 la Tautenburg de Freimut Börngen și a fost numită după Worms. 
Obiectul prezintă o orbită caracterizată de o semiaxă mare de 2,5217963356468 UAi, o excentricitate de 0,09, o înclinație de 4,2 ° în raport cu ecliptica.